# Theodor von Wächter
Theodor Gustav von Wächter (* 21. April 1865 in Stuttgart; † 9. Juli 1943 ebenda) war ein deutscher evangelischer Theologe und Sozialdemokrat.

## Leben und Wirken
Theodor von Wächter wurde am 21. April 1865 in Stuttgart als Sohn des Rechtsanwalts und Landtagsabgeordneten Oskar von Wächter (1825–1902) und seiner Ehefrau Agnes geb. Flattich geboren. Sein Großvater war der bedeutende Rechtswissenschaftler Karl Georg von Wächter (1797–1880). Nach dem Abitur am Karlsgymnasium in Stuttgart 1883 studierte er evangelische Theologie an den Universitäten Tübingen, Zürich und Greifswald und legte 1888 in Tübingen die erste theologische Dienstprüfung ab. Während seines Studiums in Tübingen schloss er sich der Studentenverbindung Luginsland an. 1889 war er kurze Zeit Vikar in Neubulach, danach setzte er bis 1890 seine theologischen Studien an den Universitäten Erlangen und Halle/S. fort. 1891 bestand er die zweite theologische Dienstprüfung. Wegen seiner Zweifel an der kirchlichen Lehrmeinung ließ er sich von der Württembergischen Landeskirche beurlauben. Im selben Jahr wurde er Mitglied der SPD und trat für diese Partei als Redner und Publizist auf. Zweimal (1893 und 1895) kandidierte er erfolglos für den deutschen Reichstag. Wegen seiner Zugehörigkeit zur SPD wurde er 1893 von der Landeskirche aus der Liste der Predigtamtskandidaten gestrichen (der „Fall Wächter“).
Im Jahre 1895 trat Theodor von Wächter aus der SPD aus. Es folgte ein unstetes Wanderleben in Italien, wo er neben verschiedenen schriftstellerischen Arbeiten Sprachunterricht erteilte. 1909 wurde ihm die Leitung der für den Studienaufenthalt deutscher Künstler dienenden Villa Romana in Florenz übertragen, die jedoch 1915 wegen des Ersten Weltkriegs vorübergehend geschlossen werden musste. Wächter kehrte nach Deutschland zurück und trat 1921 in die KPD ein. Seine weiteren Lebensjahre verbrachte er in Deutschland – mehr schlecht als recht – mit schriftstellerischen Arbeiten und freier Unterrichtstätigkeit. 1942 wurde er wegen homosexueller Handlungen zu einer einjährigen Haftstrafe verurteilt, die ihm jedoch auf dem Gnadenweg erlassen wurde. Nach schwerer Krankheit starb er am 9. Juli 1943 in Stuttgart.
Theodor von Wächter vertrat eine Art christlichen Sozialismus und setzte sich vielfach für notleidende Menschen ein; sein Eintritt in die SPD war für die damalige Kirchenleitung nicht mit der Berufung in den Pfarrdienst vereinbar. Hinzu kamen Differenzen im Bereich der kirchlichen Lehrmeinung. In seinen späteren Lebensjahren bekannte sich Wächter offen zu seiner Homosexualität und publizierte hierüber.

## Schriften (Auswahl)
- (als Hrsg.): Stadt- und Landbote. Wochenblatt für Volksbildung. 1892.
- Weihnachtsgedanken und eine Weihnachtsbitte an Jedermann um Mithilfe zur Verwirklichung wahren Christentums. Berlin 1891.
- (als Hrsg.): Der Christ. Sonntagsblatt für Christen jeden Bekenntnisses zur Förderung selbständiger Gotteserkenntnis und praktischer Nächstenliebe. 1893–1896.
- Die Stellung der Sozialdemokratie zur Religion. Stuttgart 1894.
- Was das Volk nicht lesen darf. Ein Beitrag zur Kulturgeschichte des 19. Jahrhunderts. Vaihingen an der Enz 1894.
- Muß es stets Reiche und Arme, Herren und Knechte geben? Stuttgart 1895.
- Sozial-christlich. Ein Reformationsprogramm. Stuttgart 1895.
- Wer zwei Röcke hat, gebe dem einen, der keinen hat. Stuttgart 1895.
- Christen aller Bekenntnisse vereinigt euch. Stuttgart 1896.
- Die Liebe als körperlich-seelische Kraftübertragung. Eine psychologisch-ethische Studie. Leipzig 1899.
- Albert Dulk als Denker und Dichter der Freiheit. Stuttgart 1904.
- Goethe und Rom. Teil 1: Roms Eindruck auf Goethe. o. O. 1915.
- Das Entwicklungsgesetz der Geschichte. „Friede auf Erden“ als Endziel geschichtlicher Entwicklung. Schorndorf 1915.